# Дивні дива (3 сезон)
Третій сезон американського науково-фантастичного драматичного телесеріалу жахів Дивні дива вийшов у світовий прокат на потоковому сервісі Netflix 4 липня 2019 року. Серіал був створений братами Даффер, які разом з Шоном Леві та Деном Коеном є виконавчими продюсерами.
У головних ролях сезону: Вайнона Райдер, Девід Гарбор, Фінн Вулфгард, Міллі Боббі Браун, Гейтен Матараццо, Калеб Маклафлін, Ноа Шнапп, Седі Сінк, Наталія Даєр, Чарлі Гітон, Джо Кірі, Дейкр Монтгомері, Майя Гоук, Пріа Фергюсон і Кара Буоно . У повторних ролях з’являються Бретт Гелман, Франческа Реале, Кері Елвес, Алек Утгоф та Андрій Івченко.    Сезон отримав позитивні відгуки від критиків, які високо оцінювали візуальні ефекти, гумор, аторську гру (зокрема, Харбор, Браун, Матараццо, Кірі, Монтгомері та Гоук) .

## Сюжет
Минув ще один рік, влітку в Гокінсі відкривається торговий центр «Старкорт». Дастін повертається з літнього табору та розповідає друзям, що в нього з'явилась дівчина Сьюзі. Проте йому не вірять і Дастін намагається довести реальність дівчини, поговоривши з нею по рації, під'єднаній до власноруч збудованої антени. Натомість він ловить радіопередачу російською мовою та береться розшукати перекладача. Друзі приєднуються до його затії і на допомогу приходить дівчина Робін Баклі, що працює у «Старкорті». Вона здогадується, що передача надходила з околиць Гокінса, а загадкові слова в ній вказують на певне місце й час.
В той же час Ненсі працює журналісткою в місцевій газеті, а Джонатан став там фотографом. Вона дізнається від місцевої жительки про дивну поведінку щурів і намагається розслідувати цю справу. Однак, колеги тільки глузують з Ненсі. Вілл відчуває, що Мозкожер не знищений, але не може пояснити як це можливо. Коли в місті несподівано вимикається електрика, Джойс виявляє, що всі магніти в Гокінсі розмагнітились. Отже, десь в околицях діє потужний електромагніт, який вона з Джимом береться розшукати. Джим помічає, що Джейн зустрічається з Майком та намагається віднадити хлопця від дочки. Через це Майк та Джейн сваряться.
Брат Максін, Біллі, стикається на нічній дорозі з невідомою силою, що задурманює його та змушує вбити свою подругу. З часом таких задурманених стає більше, в несвідомому стані вони убивають інших людей, згодовуючи їх втіленню Мозкожера в подобі павукоподібної маси плоті. Ненсі з Джонатаном потай тікають з роботи розслідувати поведінку щурів і виявляють місцеву жительку в її будинку задурманеною — вона поїдає добрива. Їхній начальник Голловей виганяє обох. Тоді Ненсі розповідає про дивні випадки Дастіну та його друзям. Ті виявлять, що в Гокінсі є підземна база росіян.
Джойс і Джим знаходять російських агентів і затримують одного з них, Алексея. Той при допомозі Мюррея Баумана розповідає, що в Радянському Союзі також намагалися відкрити прохід у Виворіт з метою видобутку енергії. Проте всі спроби закінчувалися невдачею, тоді як у Гокінсі розрив між світами ще не затягнувся і його пробити легше.
Біллі шукає нових жертв і його поведінку помічають Джейн з її друзями. Вони намагаються ізолювати Біллі, але той проявляє надлюдську силу і тільки завдяки Джейн його вдається тимчасово спинити. Тоді Джейн стає метою Мозкожера, він створює істоту з плоті людей, котра переслідує дітей. Дастін зі Стівом, його колегою Робін і сестрою Лукаса Ерікою проникають на базу росіян, де виявляють пристрій, який розкриває прохід у паралельний світ. Радянські солдати затримують їх, але Дастіну й Еріці вдається сховатися, а згодом визволити Робін і Стіва, після чого разом утекти.
Втілення Мозкожера завершується і він нападає на Джейн з її друзями. Втім, їм вдається змусити істоту відступити. Згодом Джейн виявляє, що весь час була заражена часткою Мозкожера. Вона вириває її із власного тіла, але слідом втрачає свої здібності. Біллі та істота з тіл об'єднуються аби завершити почате, однак Біллі, завдяки Джейн, в останню мить оговтується та ціною життя затримує істоту. Дастін розповідає Джиму про базу і той планує облаву. Разом з Джойс, Джим проникає до розриву між вимірами та знищує установку, але гине при її руйнації. Втративши зв'язок з Мозкожером, істота з тіл розпадається.
Згодом Джейн читає листа від Джима, з якого розуміє його батьківські почуття. Вона переїжджає з Джойс до іншого міста. Тим часом десь у російській в'язниці якогось чоловіка кидають на поживу демоґорґону.

## Актори та ролі
- Вайнона Райдер — Джойс Баєрс
- Девід Гарбор —  Джим Гоппер
- Міллі Боббі Браун —  Одинадцять / Джейн Гоппер
- Фінн Вулфгард — Майк Вілер
- Гейтен Матараццо —  Дастін Гендерсон
- Калеб Маклафлін — Лукас Сінклер
- Ноа Шнапп — Вілл Байєрс
- Седі Сінк —  Максін «Макс» Мейфілд
- Наталія Даєр — Ненсі Вілер
- Чарлі Гітон — Джонатан Баєрс
- Джо Кірі — Стів Гаррінґтон
- Дейкр Монтгомері — Біллі Харгров
- Мая Гоук — Робін Баклі
- Бретт Гельман — Мюррей Бауман
- Прія Ферґюсон — Еріка Сінклер

## Список епізодів
| № | № (в сезоні) | Назва                                                                                     | Режисер      | Сценарій       | Дата прем'єри |
| --- | ------------ | ----------------------------------------------------------------------------------------- | ------------ | -------------- | ------------- |
| 18 | 1            | «Chapter One: Suzie, Do You Copy?» «Глава 1. Сьюзі, прийом!»                              | Брати Даффер | Брати Даффер   | 4 липня 2019  |
| У червні 1984 року радянський генерал спостерігає за випробуванням пристрою, що дозволяє відкрити браму в Догоридригом. Після провалу операції він дає вченим рік на удосконалення технології. Через рік у Гокінсі відкривається новий торговий центр «Старкорт», через який занепадають дрібні магазини. Раптом у місті повністю зникає електрика, а на занедбаному сталеливарному заводі виникає дивна істота, і Вілл почувається недобре. У Майка та Одинадцятої розвиваються романтичні відносини, що викликає невдоволення шерифа Гоппера, який звертається за порадою до Джойса. Ненсі, що працює в газеті «Вісник Гокінса», дізнається про нашестя щурів. Дастін повертається з літнього наукового табору і разом зі своїми друзями Майком, Віллом, Лукасом, Оді та Макс розгортає на пагорбі аматорську радіостанцію, щоб зв'язатися зі своєю подругою Сьюзі, з якою познайомився у таборі. Дастін чує по радіо голос людини, котра передає зашифроване повідомлення російською мовою. Біллі, який прямує на побачення з Карен, проїжджає повз завод і потрапляє в аварію. Щось тягне його всередину. |              |                                                                                           |              |                |               |
| 19 | 2            | «Chapter Two: The Mall Rats» «Глава 2. Щури в торговому центрі»                           | Брати Даффер | Брати Даффер   | 4 липня 2019  |
| Біллі намагається вибратися з заводу, але потрапляє в Догоридригом, де зустрічає свого двійника. Гопперу вдається залякати Майка і внести розлад у його стосунки з Одді. Мер Гокінса Клайн наказує Гоперу розігнати мітинг біля мерії. Одді та Макс вирушають за покупками до «Старкорту», де стикаються з Майком, Віллом та Лукасом. Одді заявляє Майку, що покидає його. Ненсі та Джонатан відвідують місіс Дрісколл, яка повідомила газеті про нашестя щурів і впіймала одного з них. Коли ніхто не бачить, щур вибухає, перетворюючись на аморфну органічну масу, і тікає з підвалу. Гоппер запрошує Джойс подивитися на дивний випадок: всі сувенірні магнітики в її будинку та магазині розмагнітилися. Дастін за допомоги Стіва та його колеги Робін перекладає перехоплене секретне повідомлення росіян. На записі вони чують фонову музику з торгового центру і припускають, що шифрування було записано в Гокінсі. Тим часом Біллі під час роботи рятувальником бореться із кошмарами. Він викрадає колегу Гізер та привозить її на завод. |              |                                                                                           |              |                |               |
| 20 | 3            | «Chapter Three: The Case of the Missing Lifeguard» «Глава 3. Справа зниклої рятувальниці» | Шон Леві     | Вільям Бріджес | 4 липня 2019  |
| Макс підбиває Одинадцять використати свої здібності, щоб «шпигунити» за Майком та його друзями. Вона знаходить Біллі, який загрожує Хізер, але той відчуває присутність Одді, і сеанс переривається. Макс та Одді намагаються розшукати Біллі, але на роботі немає ні його, ні Хізер. Ненсі розповідає газетному начальству про дивну поведінку щурів, але її висміюють за несерйозну тему для публікації. Ненсі і Джонатан вирішують знайти скаженого щура місіс Дрісколл, але виявляють, що бабуся сама збожеволіла і поїдає добрива. Вілл свариться з Лукасом і Майком під час гри в «Dungeons and Dragons», після чого руйнує свій курінь. Робін вдається розшифрувати закодоване повідомлення. Вночі Дастін, Стів і Робін стежать за озброєними росіянами, які прикривають постачання вантажу до «Старкорту». Гоппер злиться на Джойс за те, що вона не прийшла на побачення до ресторану, а Джойс розповідає йому, що дізналася про магнетизм від Скотта Кларка. Вони прямують до лабораторії Гокінса, де на Гоппера нападає невідомий і жорстоко б'є його. Одді та Макс проникають у будинок Гізер і бачать, що Біллі вечеряє разом із дівчиною та її батьками. Після їхнього відходу мати Гізер непритомніє, а її батька приспає Біллі. |              |                                                                                           |              |                |               |
| 21 | 4            | «Chapter Four: The Sauna Test» «Глава 4. Тест у сауні»                                    | Шон Леві     | Кейт Трефрі    | 4 липня 2019  |
| Біллі та Гізер відвозять на завод її батьків, які також стають одержимими. Місіс Дрісколл госпіталізують, а Том Голловей, редактор «Вісника Гокінса» та батько Гізер, звільняє Ненсі й Джонатана з газети. Вілл розповідає Майку та Лукасу про те, що він відчуває, і вони звертаються за допомогою до Одді з Максом. Вілл вважає, що Тіньовий Монстр усе ще живе в реальному світі і знайшов собі нового носія в особі Біллі. Дітям вдається заманити Біллі в сауну при басейні, але він демонструє нелюдську силу, виривається на волю і вступає з ними в бій. Одді вдається подолати Біллі. В той же час Ненсі, яка відвідує місіс Дрісколл у лікарні, бачить жахливі трансформації, які відбуваються зі старенькою. Гоппер і Джойс виявляють, що Григорій, який напав на Гоппера, знайомий із мером Гокінса Кляйном і працює на власників «Старкорту». Дастін, Стів і Робін заручаються підтримкою молодшої сестри Лукаса Еріки, щоб отримати доступ до складу, куди було доставлено загадковий вантаж. Вони потрапляють до кімнати, яка виявляється ліфтом, що їх везе під «Старкорт». На заводі Біллі повідомляє Гізер, що Одді знає, хто він такий. Однак Одді не в курсі, що Тіньовий Монстр заволодів тілами десятків містян.          |              |                                                                                           |              |                |               |
| 22 | 5            | «Chapter Five: The Flayed» «Глава 5. Носії»                                               | Ута Брізевец | Пауль Діхтер   | 4 липня 2019  |
| В одному із покинутих будинків Гоппер та Джойс виявляють секретну лабораторію. Вони вступають у бій із Григорієм і тікають із російським ученим Олексієм, який працював над відкриттям брами в Догоридригом. Олексій говорить тільки російською мовою, тому Гоппер приводить його до Мюррея Баумана, який знає цю мову і може допомогти з перекладом. Григорій намагається переслідувати втікачів, але втрачає слід. Ненсі та Джонатан зустрічаються з Віллом та іншими хлопцями та розповідають про події минулої ночі. Вони вирішують випустити місіс Дрісколл, щоб вона привела їх до Біллі. Дастін, Стів, Робін та Еріка ховаються від росіян, що розвантажують ящики, і слідують за ними після того, як вони йдуть. Вони стають свідками того, як вчені намагаються відкрити портал у паралельний світ. У лікарні на Ненсі та Джонатана нападають Том та Брюс, колишній колега Ненсі та Джонатана. |              |                                                                                           |              |                |               |
| 23 | 6            | «Chapter Six: E Pluribus Unum» «Глава 6. E Pluribus Unum»                                 | Ута Брізевец | Кертіс Гвінн   | 4 липня 2019  |
| У лікарні Тіньовий Монстр нападає на Ненсі та Джонатана, і Вілл відчуває його присутність. Одді вдається врятувати друзів та здолати монстра, який ховається у каналізації. На радянській базі під «Старкортом» Стів і Робін потрапляють у полон і їх допитують, але їм вдається втекти завдяки Дастіну та Еріці. За допомоги Мюррея Гоппер і Джойс дізнаються від Олексія, що росіяни мають намір відкрити браму в Догоридригом, яка перебуває під «Старкортом». Гоппер дзвонить доктору Оуенсу, щоб попередити уряд. Григорій зустрічається із Кляйном на ярмарку на честь Дня незалежності США та вимагає знайти Хопера. Щоб вистежити Розпусника, Одді звертається до спогадів Біллі і дізнається про його важке дитинство. Вона знаходить джерело дивних випадків на сталеливарному заводі, але Біллі вдається схопити Одді під час виходу з його свідомості, і Тіньовий Монстр обчислює її місцезнаходження в хатинці Гоппера. Жителі Хокінса, одержимі Тіньовим Монстром, прямують на завод і приєднуються до істоти. |              |                                                                                           |              |                |               |
| 24 | 7            | «Chapter Seven: The Bite» «Глава 7. Укус»                                                 | Брати Даффер | Брати Даффер   | 4 липня 2019  |
| Одді та хлопці розуміють, що Тіньовий Монстр прийде за нею, оскільки саме вона має силу зачинити браму в Догоридригом. Вілл відчуває наближення істоти, яка нападає на будинок і ранить Оді. Дастін та Еріка наводять Стіва та Робін, що перебувають під впливом препаратів, у кінотеатр «Старкорту». Група на чолі з Оді пробирається до господарського магазину, щоб обробити її рану. Раптом із ними по рації зв'язується Дастін, щоб розповісти про ситуацію в «Старкорті», але в нього сідають батарейки. Одді використовує свою силу, щоб знайти Дастіна, і хлопці вирушають до торгового центру. Стів освідчується у своїх почуттях до Робін, але вона повідомляє, що є лесбійкою. Група Гоппера прямує на ярмарок, щоби знайти дітей, де його помічає Кляйн, який попереджає росіян. Григорій убиває Олексія на очах Мюррея. Мюррею, Гоперу та Джойс вдається вислизнути від агентів і дізнатися, що ті шукають дітей в торговому центрі. Група Одді прибуває до «Старкорту» і не дає росіянам розстріляти групу Дастіна. Одді непритомніє, та її рана дивно пульсує. |              |                                                                                           |              |                |               |
| 25 | 8            | «Chapter Eight: The Battle of Starcourt» «Глава 8. Битва у «Старкорті»»                   | Брати Даффер | Брати Даффер   | 4 липня 2019  |
| Одді втрачає свої можливості, коли з її ноги витягують частину монстра. Джойс, Джим і Мюррей вирушають до лабораторії, щоб закрити браму в Догоридригом Дастін, Стів, Еріка і Робін вирушають на пагорб до аматорської радіостанції, де зв'язуються зі Сьюзі, подругою Дастіна, і дізнаються в неї код до сейфа, який є сталою Планка. Там лежать ключі для знищення пристрою, що відчиняє браму. Тим часом у торговому центрі Одді, Майк, Лукас, Макс, Ненсі та Джонатан зазнають нападу монстра, і після сутички з ним і спроби втекти Одді наздоганяє та забирає одержимий Біллі, збираючись принести до чудовиська. З верхніх поверхів решта атакує породження Тіньового Монстра феєрверками, а Одді вдається достукатися до Біллі, і він, рятуючи дівчину, жертвує собою. Тим часом Джойс і Джим дістають ключі і пробираються до брами, де жінка підриває пристрій, що відчиняє браму. Після бійки з Григорієм Джим, ймовірно, гине від вибуху. Минає три місяці: Стів і Робін влаштовуються на роботу у відеопрокат, Джойс удочеряє Одді та покидає місто разом із нею та синами Віллом та Джонатаном. У сцені після титрів показують, як на Камчатці радянські солдати згодовують ув'язненого Демогоргону.                              |              |                                                                                           |              |                |               |